# Atmosfera padrão internacional
Atmosfera padrão internacional ou ISA (do inglês International Standard Atmosphere) é um modelo atmosférico terrestre invariável criado pela Organização de Aviação Civil Internacional. É utilizado principalmente em aeronáutica.
Na atmosfera padrão internacional, são adotados os seguintes valores-padrão (todas as grandezas estão no SI):
- A gravidade {\displaystyle g} é considerada constante: {\displaystyle g=9,8\ {m}/{s^{2}}}
- A composição do ar também é considerada constante e de massa molar {\displaystyle M_{ar}=0,0289\ {kg}/{mol}}
- Em relação à constante universal dos gases perfeitos ({\displaystyle R}), a constante do ar é definida por {\displaystyle R_{ar}={\frac {R}{M_{ar}}}={\frac {8,31}{0,0289}}\approx 287,54\ {\frac {m^{2}}{s^{2}.K}}}

## Cálculo dos parâmetros atmosféricos
Em um determinado ponto {\displaystyle X} da atmosfera padrão internacional, parâmetros atmosféricos tais como pressão atmosférica, temperatura atmosférica e densidade do ar são grandezas que devem ser calculadas em função dos seguintes parâmetros (todos informados em unidades do SI):
- {\displaystyle a}: altitude em que o ponto {\displaystyle X} se encontre. Essa altitude deve ser medida a partir do MSL.
- {\displaystyle k}: a camada atmosférica em que {\displaystyle X} se encontre:
  - Troposfera: camada atmosférica que compreende desde o MSL (limite inferior) até qualquer ponto abaixo de 11 mil metros AMSL (limite superior).
  - Baixa estratosfera: camada que compreende qualquer ponto desde 11 mil metros AMSL (limite inferior) até qualquer ponto abaixo de 25 mil metros AMSL (limite superior).
  - Alta estratosfera: camada que compreende qualquer ponto desde 25 mil metros AMSL (limite inferior) até 47 mil metros AMSL (limite superior).
- {\displaystyle i_{k}}: altitude do limite inferior da camada atmosférica em que {\displaystyle X} se encontre.
- {\displaystyle \lambda _{k}}: gradiente térmico específico da camada atmosférica {\displaystyle k} em que {\displaystyle X} se encontre.
- {\displaystyle T_{i}}: temperatura atmosférica medida no limite inferior da camada atmosférica em que {\displaystyle X} se encontre.
- {\displaystyle P_{i}}: pressão atmosférica medida no limite inferior da camada atmosférica em que {\displaystyle X} se encontre.
- {\displaystyle \rho _{i}}: densidade do ar medida no limite inferior da camada atmosférica em que {\displaystyle X} se encontre.

Com os valores dos parâmetros acima é possível calcular, para o ponto {\displaystyle X}:
- A temperatura {\displaystyle T_{X}}
- A pressão {\displaystyle P_{X}}
- A densidade {\displaystyle \rho _{X}}

### Troposfera
- Parâmetros de entrada:
  - {\displaystyle k} = troposfera
  - {\displaystyle i_{troposfera}=0\ m}
  - {\displaystyle \lambda _{troposfera}=-6,5.10^{-3}\ {\frac {K}{m}}}
  - {\displaystyle T_{i}=T_{0}=288\ K}
  - {\displaystyle P_{i}=P_{0}=101325\ Pa}
  - {\displaystyle \rho _{i}=\rho _{0}=1,225\ {\frac {kg}{m^{3}}}}

- Cálculos de {\displaystyle P_{X}}, {\displaystyle T_{X}} e {\displaystyle \rho _{X}}:
  - {\displaystyle T_{X}=T_{0}+\lambda _{troposfera}.a}
  - {\displaystyle P_{X}=P_{0}\left({\frac {T_{0}+\lambda _{troposfera}.a}{T_{0}}}\right)^{-{\big (}{\frac {g}{R.\lambda _{troposfera}}}{\big )}}}
  - {\displaystyle \rho _{X}=\rho _{0}\left({\frac {T_{0}+\lambda _{troposfera}.a}{T_{0}}}\right)^{-{\big (}{\frac {g}{R.\lambda _{troposfera}}}+1{\big )}}}

### Baixa estratosfera
- Parâmetros de entrada:
  - {\displaystyle k} = baixa estratosfera
  - {\displaystyle i_{baixa\ estratosfera}=11000\ m}
  - {\displaystyle \lambda _{baixa\ estratosfera}=0\ {\frac {K}{m}}}[nota 1]
  - {\displaystyle T_{i}=T_{11000}=216,5\ K}
  - {\displaystyle P_{i}=P_{11000}=22552\ Pa}
  - {\displaystyle \rho _{i}=\rho _{11000}=0,3629\ {\frac {kg}{m^{3}}}}

- Cálculos de {\displaystyle P_{X}}, {\displaystyle T_{X}} e {\displaystyle \rho _{X}}:
  - {\displaystyle T_{X}=T_{11000}+\lambda _{baixa\ estratosfera}.a}
  - {\displaystyle P_{X}=P_{11000}.e^{\frac {-g.(a-11000)}{R_{ar}.T_{11000}}}}
  - {\displaystyle \rho _{X}=\rho _{11000}.e^{\frac {-g(a-11000)}{R_{ar}.T_{11000}}}}

### Alta estratosfera
- Parâmetros de entrada:
  - {\displaystyle k} = alta estratosfera
  - {\displaystyle i_{alta\ estratosfera}=25000\ m}
  - {\displaystyle \lambda _{alta\ estratosfera}=0,003\ {\frac {K}{m}}}
  - {\displaystyle T_{i}=T_{25000}=216,5\ K}
  - {\displaystyle P_{i}=P_{25000}=2481\ Pa}
  - {\displaystyle \rho _{i}=\rho _{25000}=0,0399\ {\frac {kg}{m^{3}}}}

- Cálculos de {\displaystyle P_{X}}, {\displaystyle T_{X}} e {\displaystyle \rho _{X}}:
  - {\displaystyle T_{X}=T_{25000}+\lambda _{alta\ estratosfera}.(a-25000)}
  - {\displaystyle P_{X}=P_{25000}\left({\frac {T_{X}}{T_{25000}}}\right)^{-{\big (}{\frac {g}{R_{ar}.\lambda _{alta\ estratosfera}}}{\big )}}=P_{25000}\left[{\frac {T_{25000}+\lambda _{alta\ estratosfera}.(a-25000)}{T_{25000}}}\right]^{-{\big (}{\frac {g}{R_{ar}.\lambda _{alta\ estratosfera}}}{\big )}}}
  - {\displaystyle \rho _{X}=\rho _{25000}\left[{\frac {T_{25000}+\lambda _{alta\ estratosfera}.(a-25000)}{T_{25000}}}\right]^{-{\big (}{\frac {g}{R_{ar}.\lambda _{alta\ estratosfera}}}-1{\big )}}}